# カミナリ族

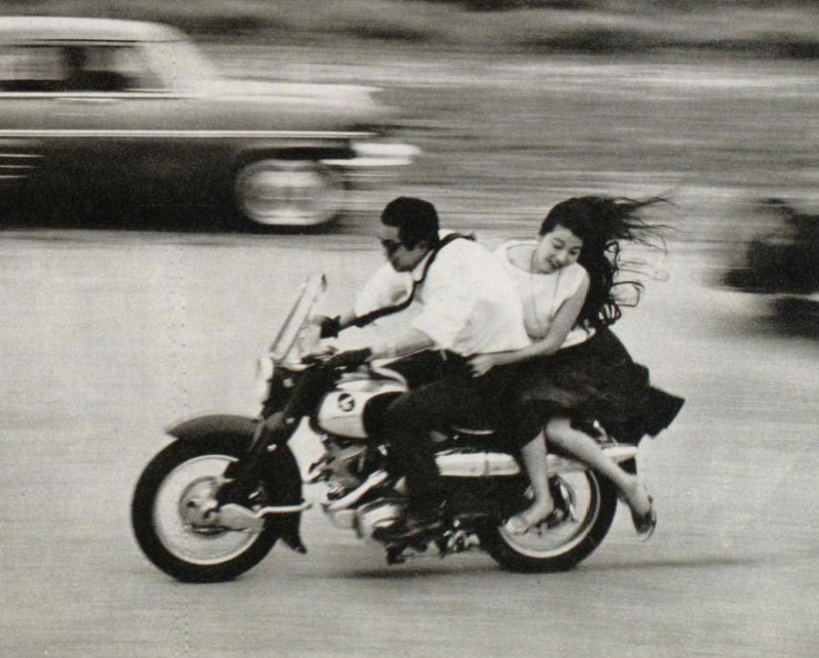
カミナリ族（1959年）

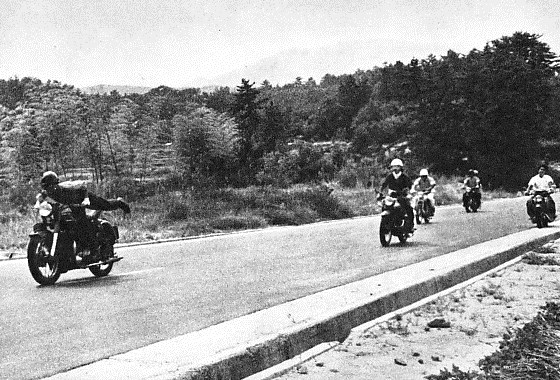
カミナリ族（1959年頃）

カミナリ族（カミナリぞく）とは、公道をオートバイで高速走行することを嗜好していた人達を指し、昭和30年代から40年代頃を中心に用いられていた俗称である。マフラーの芯を抜くなどの改造を施すことから騒音が大きく、その音が雷に似ているとしてこの呼び名がついた。現在の暴走族の前身、特に違法競走型暴走族の行動様態のルーツとされる。

## 概要
全国に数百のグループが存在したといわれる。公道で速さや運転技術を追求するための無謀な運転を行い、騒音問題や交通事故を招き、一時問題になった。
深夜の繁華街を猛スピードで走り回ることから、昭和40年ごろから「サーキット族」、「街道レーサー」と呼ばれるようになる。また、四輪車で走り回る者も出現するようになるとともに、オートバイは排気量の大きい750ccのものが憧れの的となり「ナナハン族」という呼び名も生まれる。
この頃までは世間や警察の目も、「若者の文化」、「麻疹のようなもの」と寛容で、騒音以外はさほど大きな問題にはされなかった。また、当時はオートバイ自体が一般庶民にとっては高価格なものであったため、グループのメンバーには中産階級以上の家庭の子弟が多かった。

## 歴史
1954年にバイカーを描いたアメリカ映画「乱暴者」が日本公開され、そのスタイルの影響を受けたのがカミナリ族と言われている。

## 暴走族への発展
昭和40年代後半になると、若者の多くが高校に入ると同時に二輪車運転免許を取得するようになる。昭和50年代に入って若者でも買えるオートバイが発売されると、自動車やオートバイが特別好きなわけではない若者にも爆発的に普及し、オートバイを乗り回すのが当たり前の風景となるほど大衆化、低年齢化する。
それとともに、いわゆる不良グループの少年たちにも広がると、このようなグループは「武闘派」と呼ばれ、速さや運転技術を追求するよりも目立つことを目的にするようになる。低速で蛇行運転や箱乗りを繰り返したり、鉄パイプを振舞わすなどして、他の武闘派グループとの抗争に明け暮れた。また、走りを追求するグループや一般市民への傷害、窃盗事件も引き起こした。
すると次第に社会的な批判が大きくなり、警察も取り締まりを強化し、「三ない運動」などが巻き起こる。この頃から、不良グループに限らずカミナリ族全体のことを、「暴走族」と呼ぶようになった。

## カミナリ族をテーマとした作品
- 映画
  - 「素っ裸の年令」 日活 1959年[2]
  - 「スピード狂時代 命を賭けて」 東映 1959年[2]